# Калинівка (Дмитрівська сільська громада)
Кали́нівка (МФА: [kɐˈɫɪɲiu̯kɐ] ( прослухати)) — село в Україні, у Дмитрівській сільській громаді Кропивницького району Кіровоградської області. Населення становить 68 осіб. Орган місцевого самоврядування — Дмитрівська сільська рада.

## Населення
Згідно з переписом УРСР 1989 року чисельність наявного населення села становила 117 осіб, з яких 50 чоловіків та 67 жінок.
За переписом населення України 2001 року в селі мешкало 59 осіб.

### Мова
Розподіл населення за рідною мовою за даними перепису 2001 року:
| Мова       | Відсоток |
| ---------- | -------- |
| українська | 95,59 %  |
| російська  | 2,94 %   |
| молдовська | 1,47 %   |